# Stewart Culin
Stewart Culin (13 de julio de 1858 - 8 de abril de 1929) fue un etnógrafo y autor estadounidense interesado en juegos, arte y vestimenta. 
Culin jugó un papel importante en el desarrollo de la etnografía, concentrando sus primeros esfuerzos en estudiar a los trabajadores asiático-americanos en Filadelfia. Sus primeras investigaciones publicadas fueron "The Practice of Medicine by the Chinese in America" (La práctica de la medicina de los chinos en América) y "China in America: A study in the social life of the Chinese in the eastern cities of the United States" (China en América: un estudio sobre la vida social de los chinos en las ciudades orientales de los Estados Unidos), ambos en 1887. Culin creía que la similitud en los juegos demostraban el contacto entre culturas de todo el mundo. 
Fue director del departamento de arqueología en el Museo de la Universidad de Pensilvania de 1892 a 1899. También fue curador de etnología en el Museo de Brooklin de 1903 hasta su muerte, y llevó a cabo diversas expediciones científicas a Japón, Corea, China e India.

## Primeros años
Nacido como Robert Stewart Culin, hijo de Mina Barrett Daniel Culin y John Culin, en Filadelfia, Culin fue a la escuela en Nazareth Hall. Aunque carecía de educación formal en antropología, Culin jugó un papel importante en el desarrollo del campo. Su interés comenzó con la población asiático-estadounidense de Filadelfia, compuesta principalmente por trabajadores chino-estadounidenses.
Sus primeros trabajos publicados fueron un artículo de 1887 para una revista médica, "La práctica de la medicina por los chinos en Estados Unidos" y su discurso en la Asociación Estadounidense para el Avance de la Ciencia sobre "China en Estados Unidos: un estudio sobre la vida social de los Chinos en las ciudades del este de Estados Unidos ". En 1889 Culin publicó un informe sobre los juegos chinos. En 1890 escribió un artículo sobre las marionetas italianas que se inspiró en una visita a un teatro de marionetas en la ciudad de Nueva York.

## Archivo Culin en el Museo de Brooklin
En 1903, Culin renunció a la Universidad de Pennsilvania y se convirtió en curador de Etnología en el Instituto de Artes y Ciencias del Museo de Brooklyn en la ciudad de Nueva York. Comenzó una serie de expediciones de recolección para estudiar a los nativos americanos en el suroeste y California. Culin acumuló una gran cantidad de artefactos a lo largo de su carrera. Meticuloso en su descripción, Culin capturó "el fabricante, el uso del objeto, la posición social del vendedor, las circunstancias de la compra, la procedencia". También intercambió cartas con Franz Boas y George Amos Dorsey. En 1907 Culin unificó sus 14 años de teorías e ideas en la obra fundamental Juegos de los indios norteamericanos, utilizando las categorías juegos de habilidad y juegos de azar para organizar el trabajo.
Después de 1907, Culin se interesó por el arte decorativo como el vestuario, la moda y el mobiliario. Trabajando con Women's Wear Daily, mostró moda contemporánea, cambió salas de museo y creó exhibiciones itinerantes para exhibir textiles y fomentar el estudio del diseño. Como curador en el Museo de Brooklyn, Culin jugó un papel decisivo en la apertura de exhibiciones sobre las principales culturas del mundo. En medio de una serie de expediciones de recolección a África, China, Japón y Europa, Culin se casó con Alice Mumford Roberts en 1917.
En la década de 1920, Culin realizó varias expediciones de recolección a Europa y publicó sobre juegos asiáticos, juegos africanos y vestimenta europea. Bien conocido en el mundo de la antropología, la etnografía y la industria de la moda, Culin murió en 1929 en Amityville, Long Island, Nueva York.